# Laranjeira-de-osage
Maclura pomifera Raf., Schneid., comummente conhecida como laranjeira-de-osage, é uma planta pertencente à família das moráceas, a mesma das amoreiras.

## Etimologia
A planta deve o nome laranjeira-de-osage ao seu fruto, que é amarelo-esverdeado e não comestível, assemelhando-se vagamente a uma laranja.
O termo osage origina do nome da tribo indígena norte-americana Nação Wazhazhe (ou Nação de Osage, como é conhecida). Essa tribo é originária da região centro-sul dos Estados Unidos, tal como a laranjeira-de-osage.

## Uso humano
A laranjeira-de-osage foi difundida na América do Norte pelos colonizadores europeus e seus descendentes, devido principalmente às suas características espinhosas, motivo pelo qual foi muito utilizada como cerca-viva para deter a livre circulação de animais domesticados de grande porte (i.e. vacas e cavalos) entre propriedades.
Mesmo após a invenção do arame farpado, a sua madeira continuou a ser muito utilizada pelos novos habitantes do continente. A madeira da laranjeira-de-osage é muito dura, sendo utilizada para a instalação de postes de cercas de arame farpado, fabricação de cabos de ferramentas e outros usos que exigem uma madeira rígida. Já antes da era dos Descobrimentos europeia, nas Américas, os povos autóctones (como a Nação Osage) utilizavam a madeira da laranjeira-de-osage na confecção de arcos e flechas.
A madeira da laranjeira-de-osage é difícil de ser trabalhada por ser compacta, duríssima e bastante pesada. Além do arco e flecha, que ainda hoje são fabricados, a madeira da laranjeira-de-osage é ainda utilizada na confecção de instrumentos musicais como tambores e guitarras (assim como a madeira de peroba e de pau-ferro, originários da América do Sul), móveis, vasos finos, canetas, esculturas etc.
A madeira da laranjeira-de-osage também é utilizada para tingir fios de lã. O tecido tingido adquire uma cor amarelo-madeira próxima da cor natural do própria laranjeira-de-osage.

## Fotos

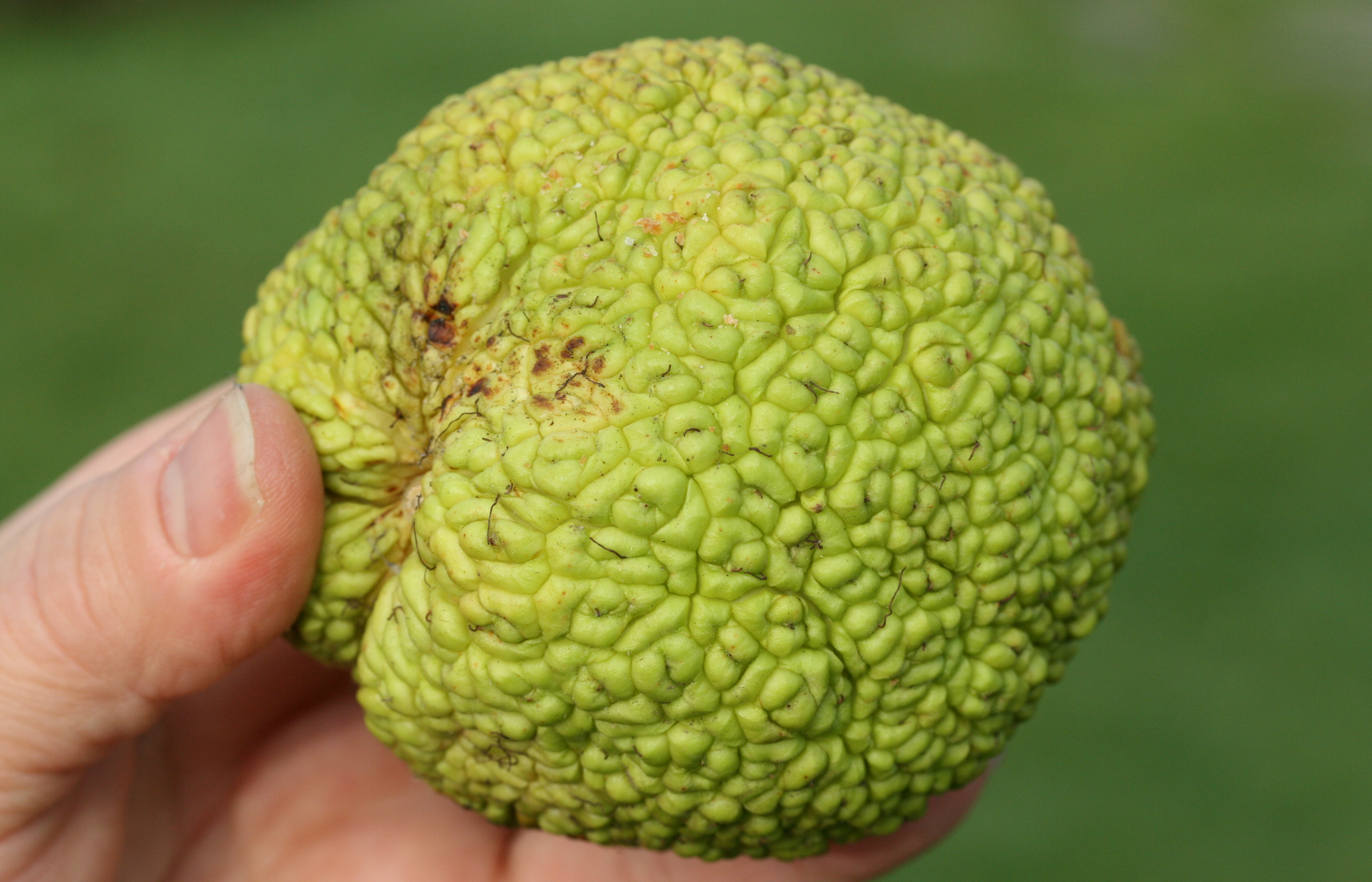
Maclura pomifera
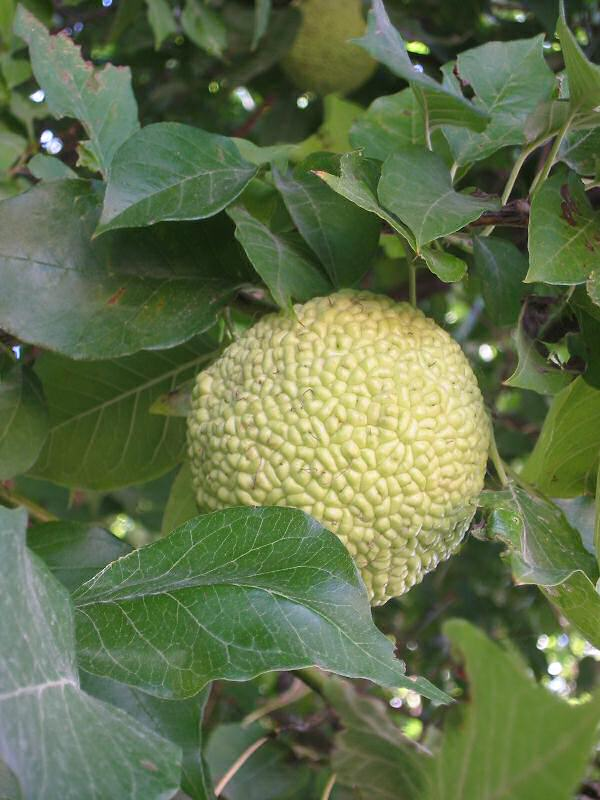
Maclura pomifera